# Yewande Balogun
Yewande Balogun (* 28. September 1989 in Bowie, Maryland) ist eine in den USA geborene nigerianische Fußballtorhüterin.

## Karriere

### Vereine
In ihrer Zeit am College spielte sie bis Mai 2011 für die Maryland Terrapins. Zumindest von Sommer 2019 bis August 2022 stand sie dann bei California Storm in der WPSL unter Vertrag. Seitdem ist sie Teil von AS Saint-Étienne in Frankreich.

### Nationalmannschaft
In ihrer Jugend durchlief sie von der U15 bis zur U20 alle Auswahlmannschaften der USA, über ihre Einsätze hier ist jedoch nichts bekannt.
Sehr viel später wurde sie dann erstmals im Jahr 2021 für die nigerianische A-Nationalmannschaft nominiert. Nach ein paar Freundschaftsspielen stand sie dann auch mit im Kader beim Afrika-Cup 2022. Ihr erster Einsatz in einem Pflichtspiel war für sie dann hier aber am 22. Februar 2023 ein 1:0-Sieg über Costa Rica beim Revelations Cup.
Am 16. Juni 2023 wurde sie für den Kader der Weltmeisterschaft 2023 nominiert.

### Trainerin
Sie arbeitete bereits als Co-Trainerin für die College-Mannschaft der American University sowie später auf gleicher Position auch bei ihrer ehemaligen Mannschaft.